# امپراتوری سور
امپراتوری سور یک حکومت افغان تبار از قبیله سور حاکم بر شمال هندوستان بود که توسط شیرشاه سوری بنیانگذاری شد.

## فهرست حاکمان
| نام             | دوران        | دوران          | نسبت خانوادگی                                    |
| نام             | از           | تا             | نسبت خانوادگی                                    |
| --------------- | ------------ | -------------- | ------------------------------------------------ |
| شیرشاه سوری     | ۱۷ مه ۱۵۳۲   | ۲۲ مه ۱۵۴۵     | بنیان‌نهای دودمان (پسر حسن خان سور)               |
| اسلام‌شاه سوری   | ۲۶ مه ۱۵۴۵   | ۲۲ نوامبر ۱۵۵۴ | پسر شیرشاه                                       |
| فیروزشاه سوری   | ۱۵۵۴         | ۱۵۵۴           | پسر اسلام‌شاه                                     |
| محمدعادل‌شاه     | ۱۵۵۴         | ۱۵۵۵           | برادرزاده شیرشاه برادرزن اسلام‌شاه (پسر نظام خان) |
| ابراهیم‌شاه سوری | ۱۵۵۵         | ۱۵۵۵           | برادرزن محمد عادل‌شاه (پسر غازی خان)              |
| اسکندرشاه سوری  | ۱۵۵۵         | ۲۲ ژوئن ۱۵۵۵   | برادرزن محمد عادل‌شاه                             |
| عادل‌شاه سوری    | ۲۲ ژوئن ۱۵۵۵ | ۱۵۵۶           | برادرزن محمد عادل‌شاه برادر اسکندرشاه             |